# FEMUA 15

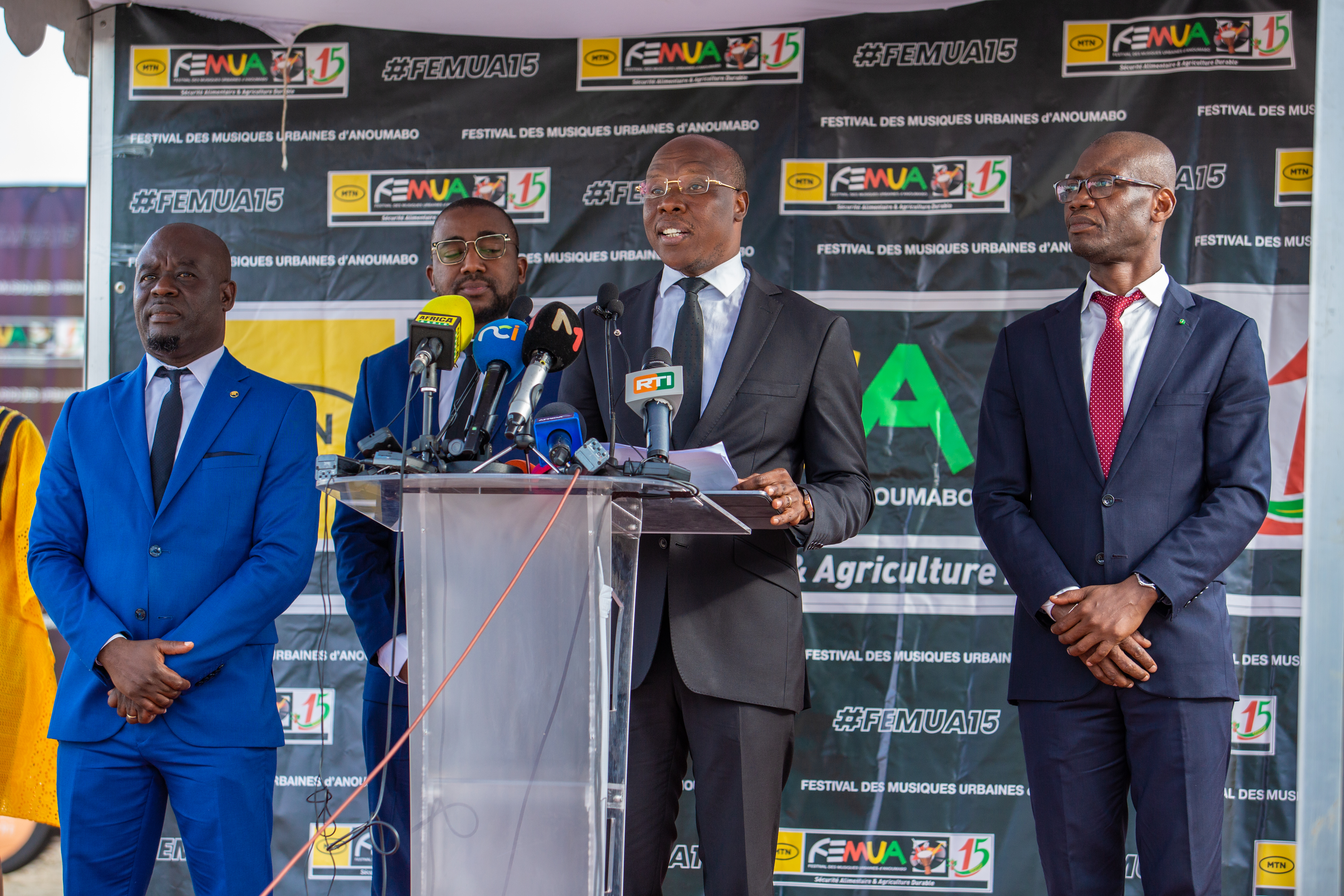
Discours d'ouverture d'A'Salfo, commissaire général du Femua 15

Le FEMUA 15 est la 15e édition du Festival des musiques urbaines d'Anoumabo. Il s'est déroulé du mardi 25 au dimanche 30 avril 2023, sous le thème « Sécurité alimentaire et agriculture durable ». Le pays invité était le Togo, en raison des liens historiques et séculaires avec la Côte d'Ivoire – pays qui a abrité le festival.
Pour la 15ᵉ édition, le Femua s'est tenu à Abidjan, au sein de l'Institut national de la jeunesse et des sports (INJS), et à Bouaké, dans le cadre de la décentralisation du festival.

## Contexte
La 15e édition du Femua se tient dans un contexte marqué par la crise alimentaire mondiale due à la pandémie de Covid-19 et à la crise ukrainienne ainsi que la question du réchauffement climatique. C'est donc ce qui justifie le thème de l'édition « Sécurité alimentaire et agriculture durable ». Un thème qui vise à plonger les festivaliers, dans l’univers des solutions pour une sécurité alimentaire pérenne et des alternatives agricoles en faveur de l’environnement.

## Déroulement

### Préparation
Dans le cadre des préparatifs du Femua 15, des missions ont été effectuées par une délégation du commissariat général du festival. Le vendredi 24 février 2023, lors d'une conférence de presse, il a été annoncé par Diaby Aboubacar Peter (5e adjoint au maire chargé des affaires culturelles de la ville de Bouaké) que la capitale du Gbêkê abriterait également la 15e édition du Femua dans le cadre de la décentralisation du festival. Le 6 avril 2023, le commissaire général, Salif Traoré, dit A'Salfo, s'est rendu à Bouaké pour superviser  les préparatifs du Femua 15.
Une délégation du commissariat général du Femua s'est également rendue à Lomé, deux semaines avant l’ouverture de la 15e édition du festival, dans le cadre de la préparation de l'évènement. Le chef de délégation (A'Salfo) – avec, à ses côtés, Kossi Lamadokou (ministre togolais de la Culture et du Tourisme) – a annoncé officiellement que le Togo est le pays invité et a dévoilé les différentes articulations devant meubler le Femua 15, lors d'une conférence de presse dans la capitale togolaise, le mardi 11 avril 2023,,.

### Cérémonie de lancement
La cérémonie de lancement du Femua 15 s'est tenue le 16 février 2023, au Sofitel Abidjan Hôtel Ivoire, à Cocody,, sous la présidence de Dominique Ouattara, première dame de la République de Côte d'Ivoire. La cérémonie a révélé les innovations de la 15e édition ainsi que les grandes articulations de 2023. Le Togo a été annoncé comme pays invité d'honneur à l'occasion de cette cérémonie et la ville de Bouaké a été présentée comme la localité devant accueillir les activités décentralisées du festival.

### Cérémonie d'ouverture

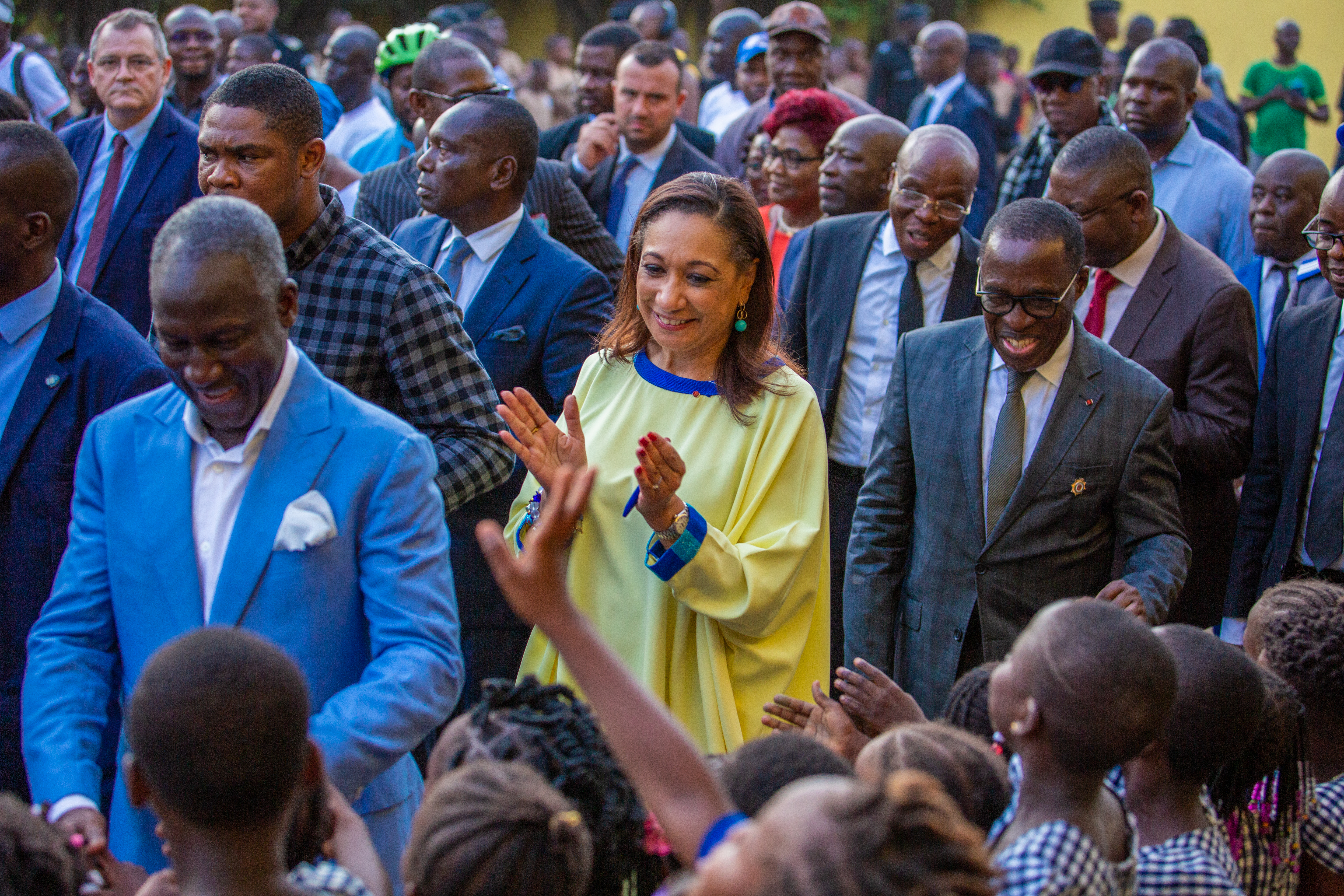
Les officiels à la cérémonie d'ouverture du Femua 15

La cérémonie d'ouverture officielle se déroule le mardi 25 avril 2023 à Anoumabo, en présence de plusieurs personnalités ivoiriennes, dont la ministre ivoirienne de la Culture, Françoise Remarck. La cérémonie est présidée par le président de l'Assemblée Nationale de Côte d'Ivoire, Adama Bictogo,.

## Actions sociales
Le Femua 15 est caractérisé par la vision sociale du festival à travers ses plateformes culturelles, scientifiques et sociales, qui reflètent ses grandes articulations.
Au-delà d'être un festival, le Femua est une plateforme sociale qui aborde des thématiques d’actualité, offre une tribune à d’autres pays pour des échanges culturels, tout en sensibilisant les populations sur le thème choisi.
Des projets orientés sur l’éducation et la santé sont de mise. C'est le cas du  projet « Un Femua, une école », qui a permis la réalisation et la mise à disposition de plusieurs infrastructures scolaires. Avec l'édition 15 du Femua, le groupe Magic System prévoit offrir deux nouvelles écoles à des localités du pays.

## Carrefour Jeunesse ou volet scientifique du festival

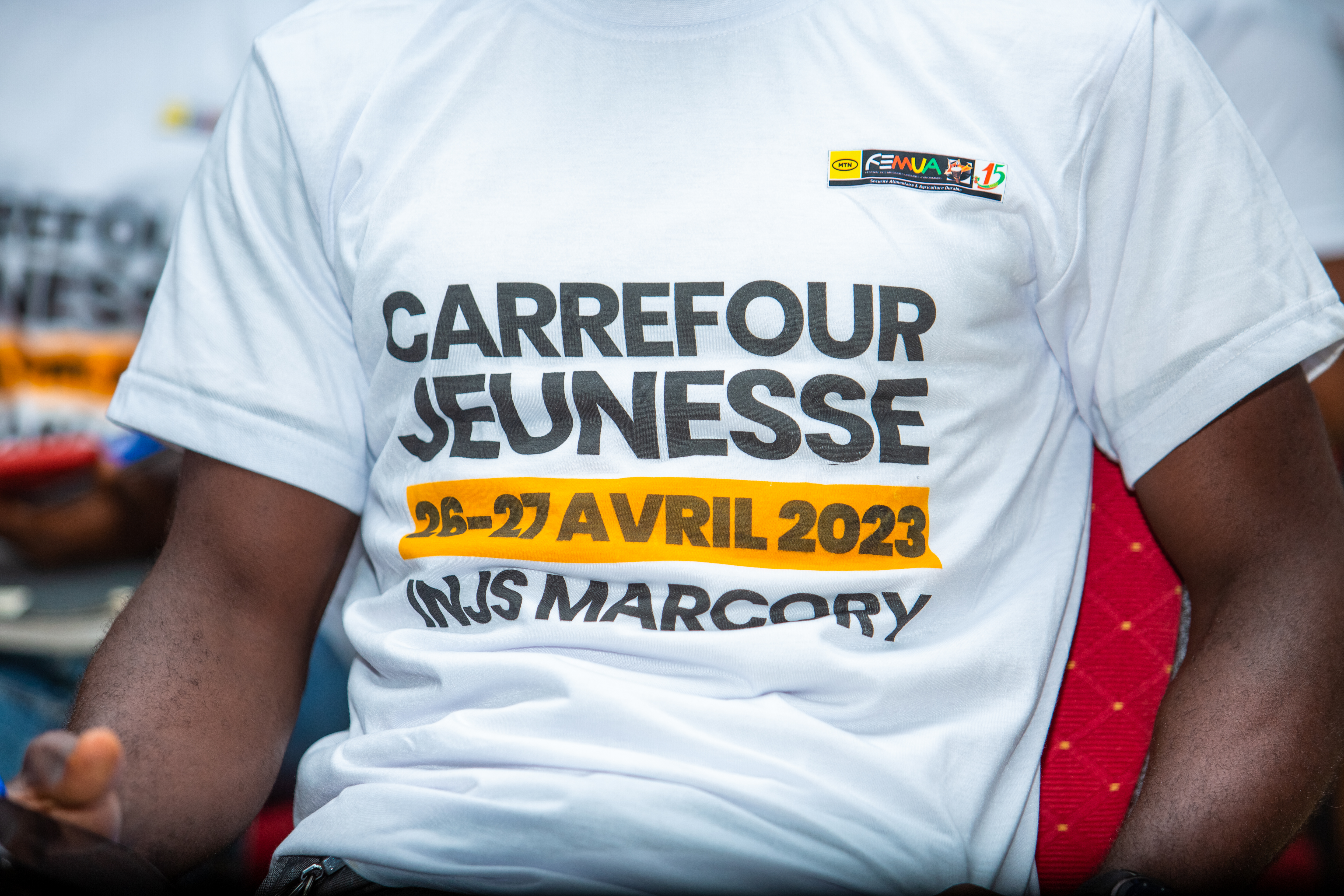
Carrefour Jeunesse, Femua 15

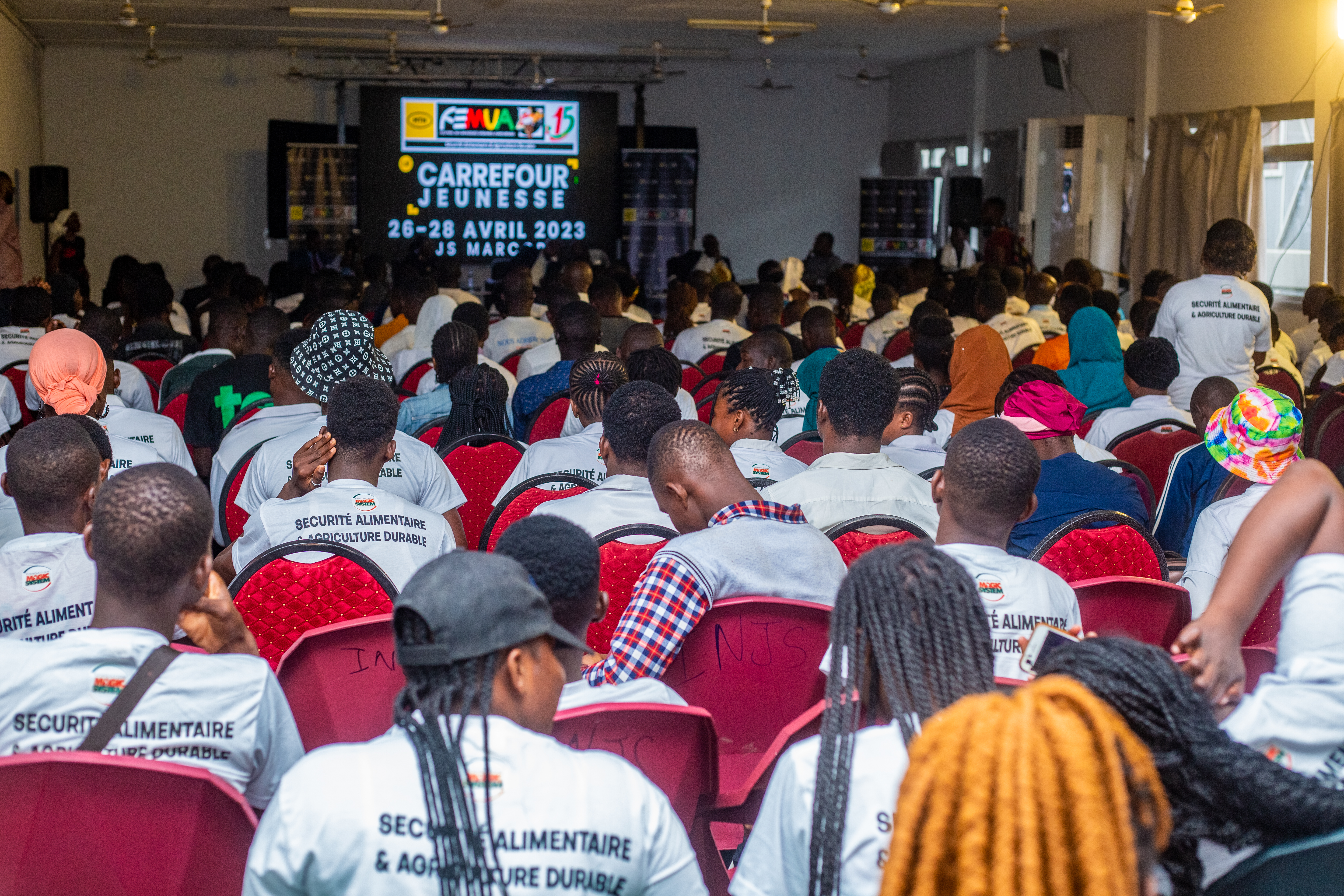
Carrefour Jeunesse, Femua 15

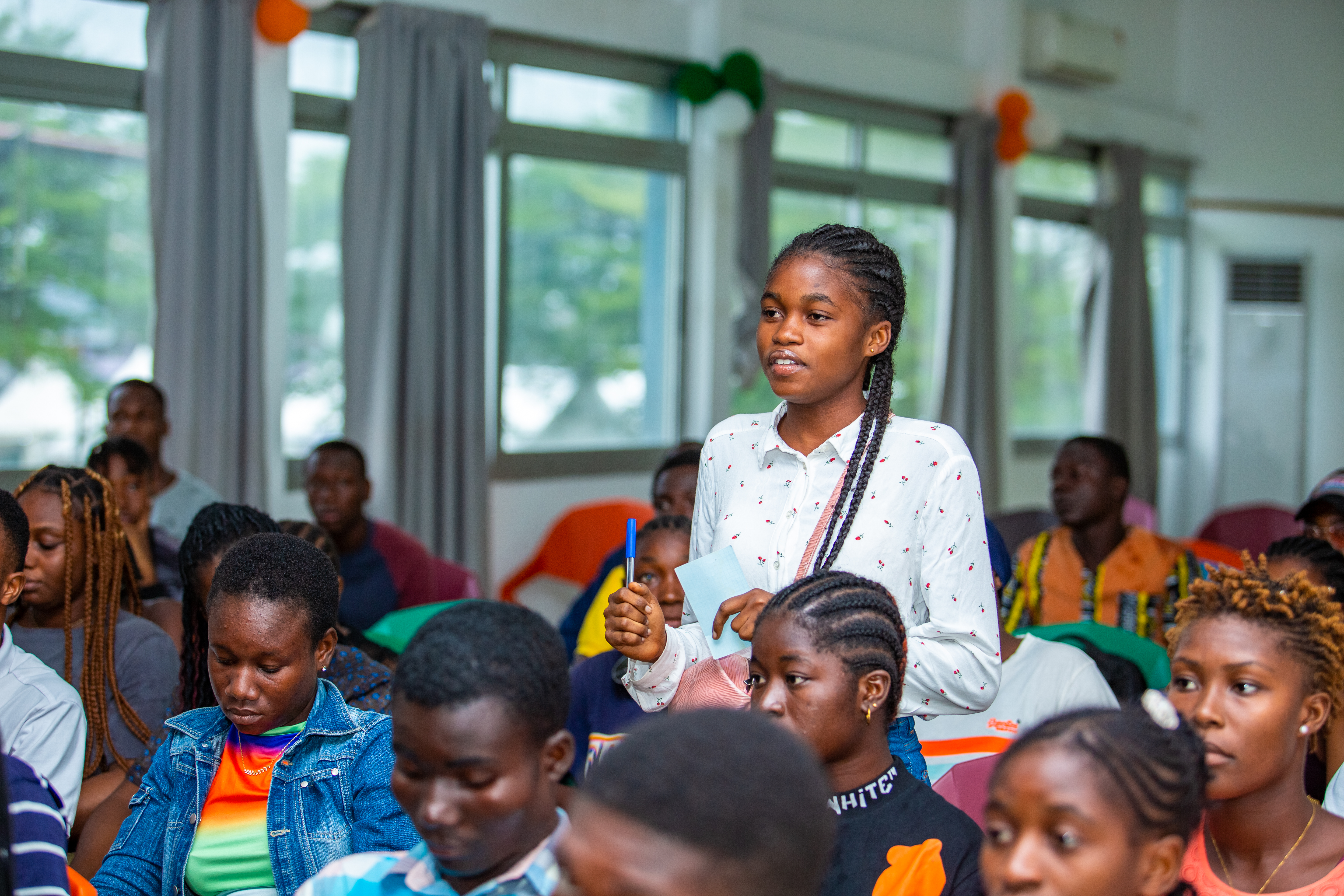
Carrefour Jeunesse, Femua 15

Le Carrefour Jeunesse, comme chaque année, est l'articulation scientifique du Femua. En 2023, il est aussi une plateforme de réflexions, d’échanges et de partages d’expériences autour du thème « Sécurité alimentaire et agriculture durable ». Il rassemble les jeunes de toutes les couches socioprofessionnelles pour des travaux sur trois jours déclinés en panels, ateliers, partages d’expériences, échanges B2B et stands.

## Femua Kids
Le  Femua Kids est un espace d'apprentissage destiné aux enfants lors du Femua, avec un contenu basé sur le ludique et la didactique. Il est gratuit et concerne les enfants de toutes les couches sociales.
Au menu du Femua Kids : plusieurs activités de sensibilisation, des jeux et concours, de l'animation et du concert pour enfants.
Le Femua Kids a vu le jour à l'édition 2016 du festival.

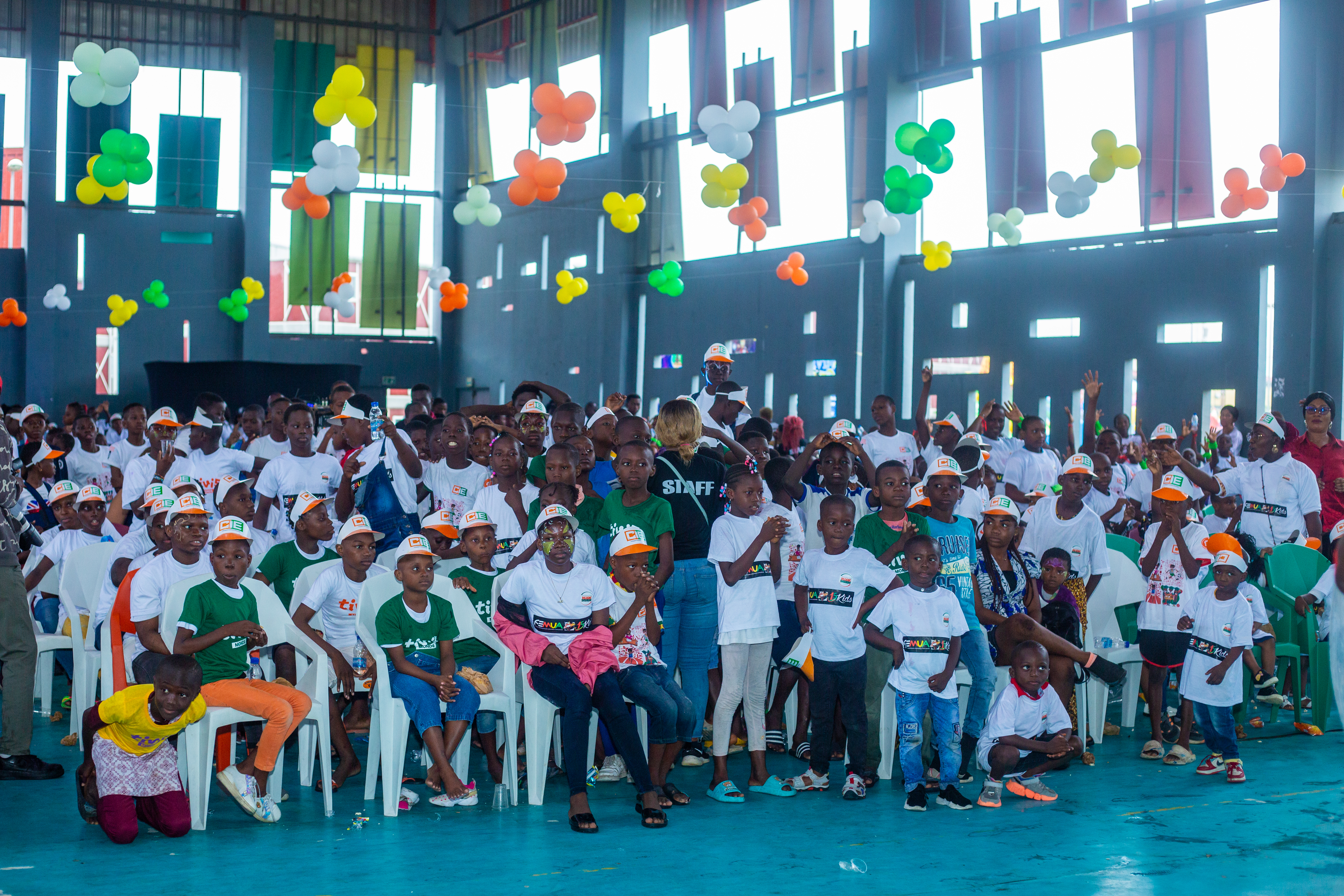
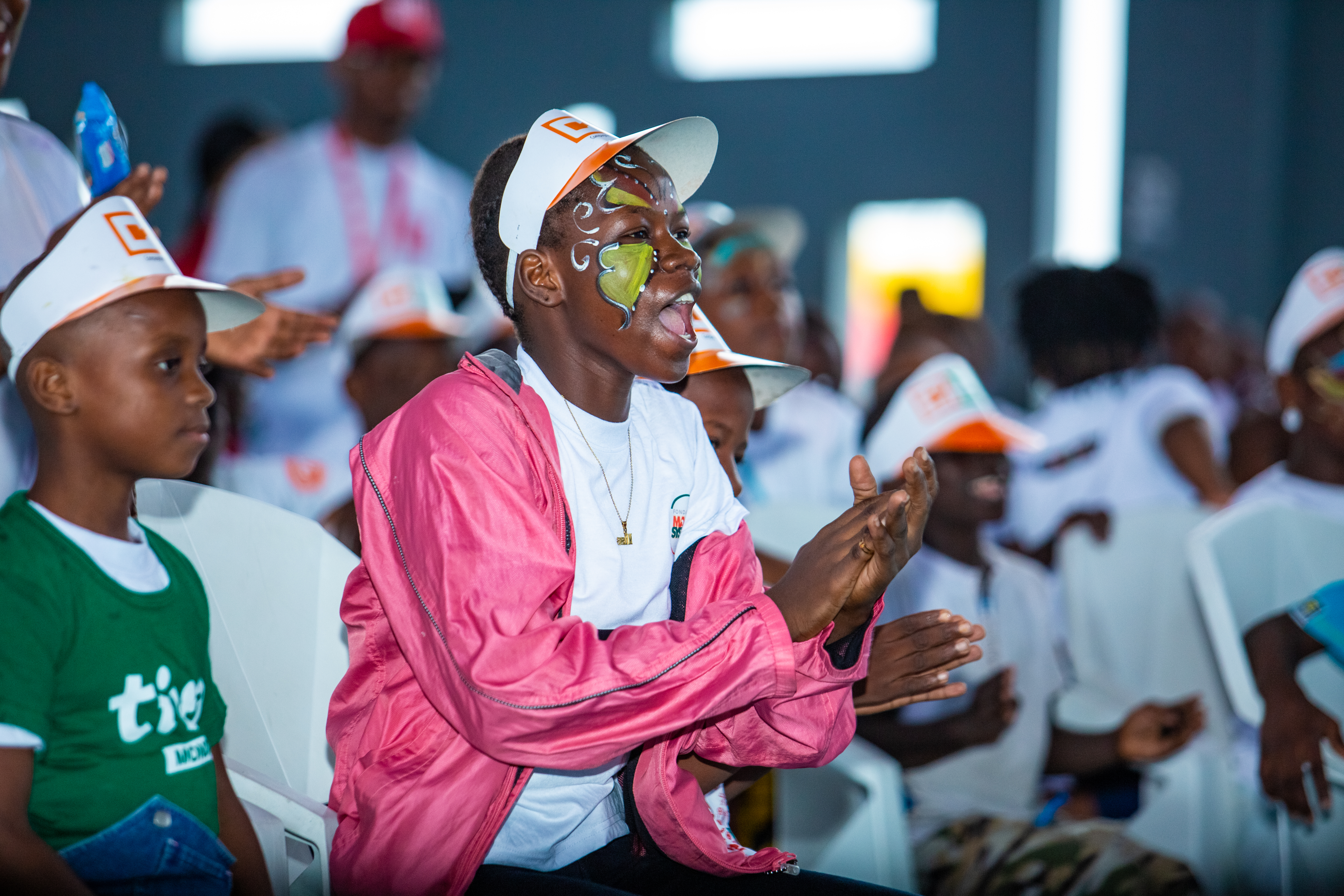
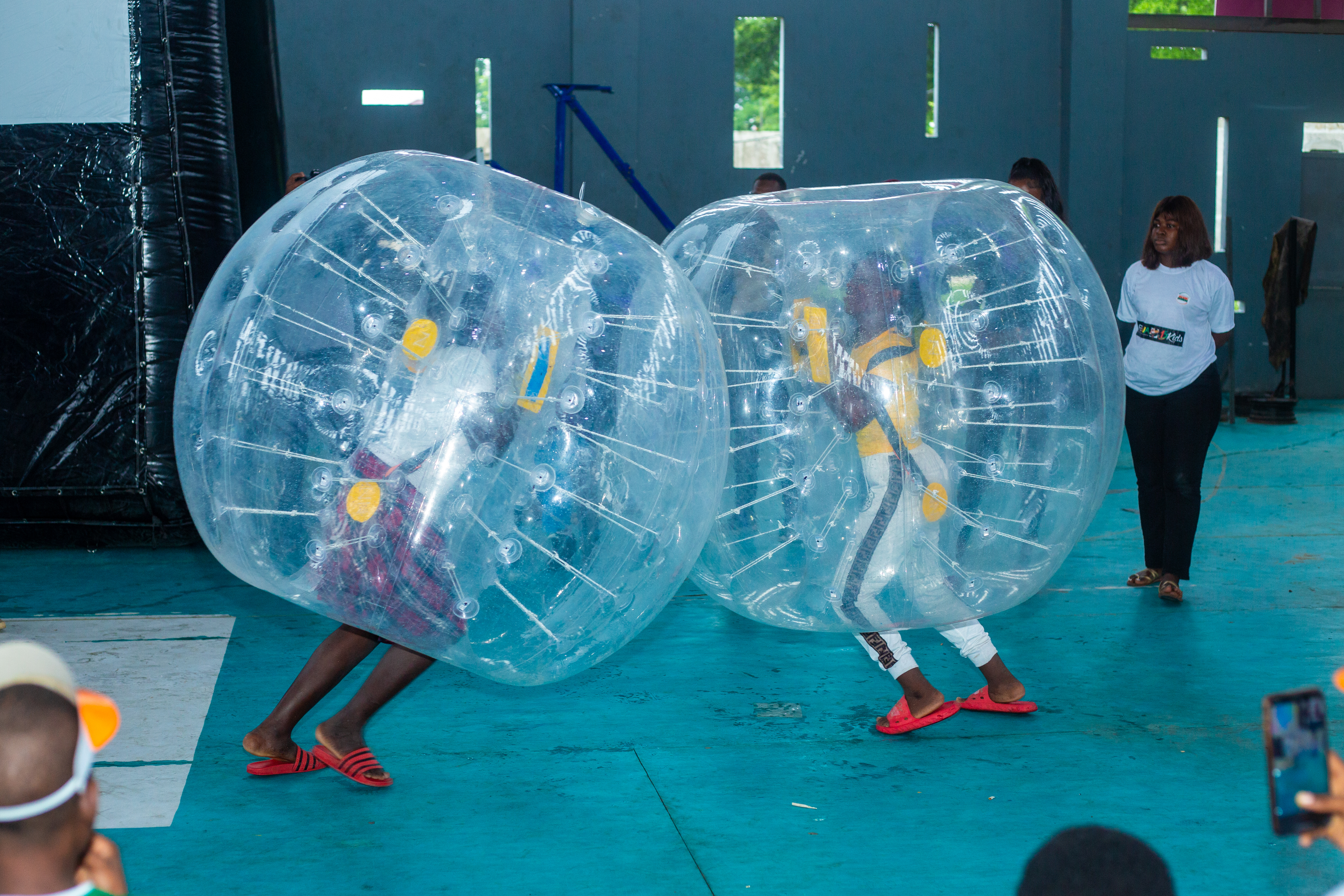
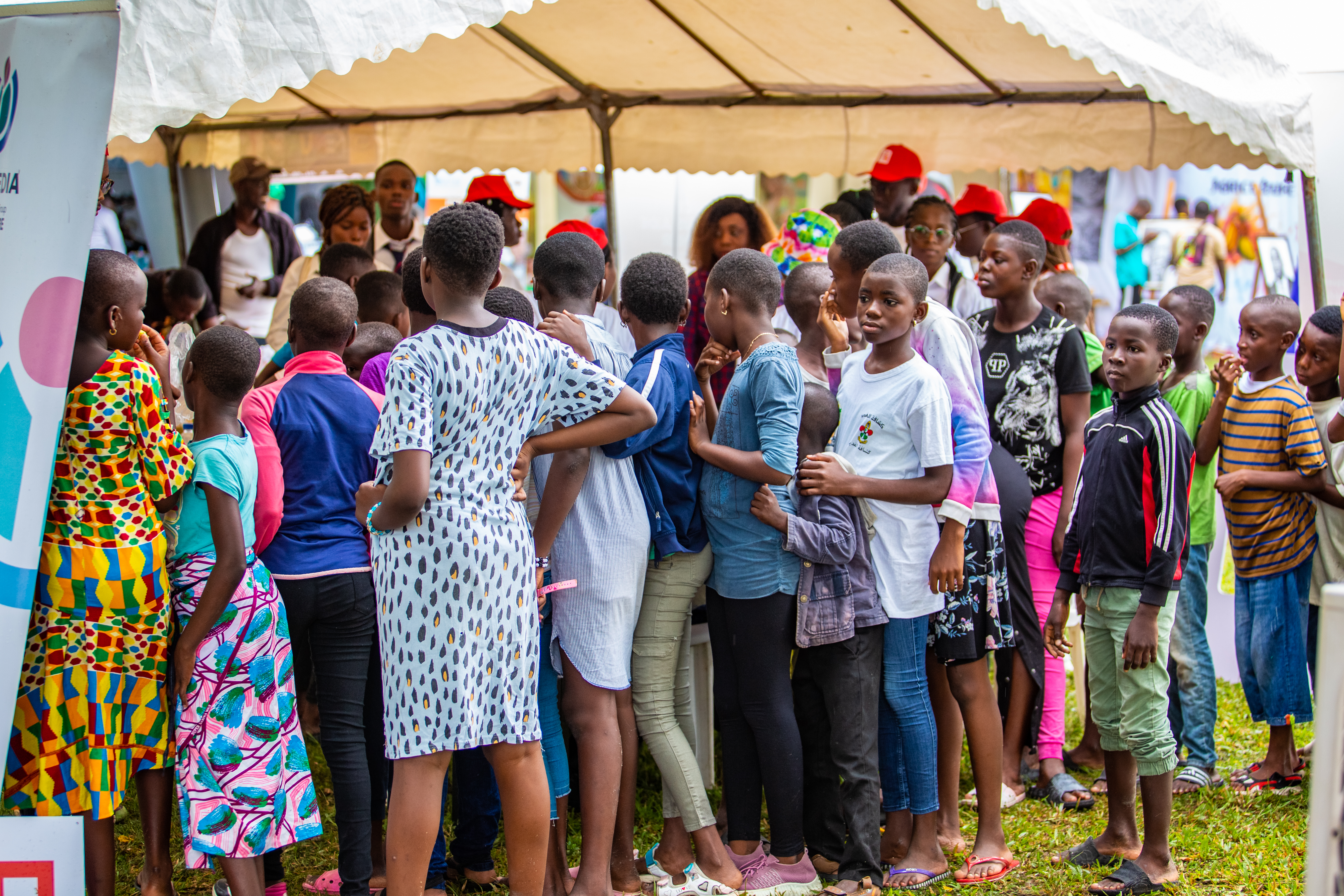

## Femua sport ou volet sportif du festival
Ouvert à tout le monde, depuis sa création, le festival est gratuit, avec un volet sportif. Au programme :
- un match de gala des pays invités au festival ;
- un cross populaire[13], réunissant plus de 4 000 personnes issues des différentes couches socioprofessionnelles.

## Décentralisation
Chaque année, depuis la 10e édition, une ville est choisie, en plus d'Abidjan, pour abriter le Femua à l'intérieur de la Côte d'Ivoire. Pour la 15e édition, Bouaké est la ville sélectionnée.

### Contenu du Femua à Bouaké
Pour permettre aux populations de la ville de profiter du festival, une série d'activités ont été menées à Bouaké autour du thème du festival. Ce sont : des rencontres scientifiques, des échanges et partages d’expériences, un cross populaire et un concert géant grand public. Ces activités visent à booster l'entrepreneuriat agricole  des jeunes de la ville en particulier et de la Côte d'Ivoire en général.

## Pays invité

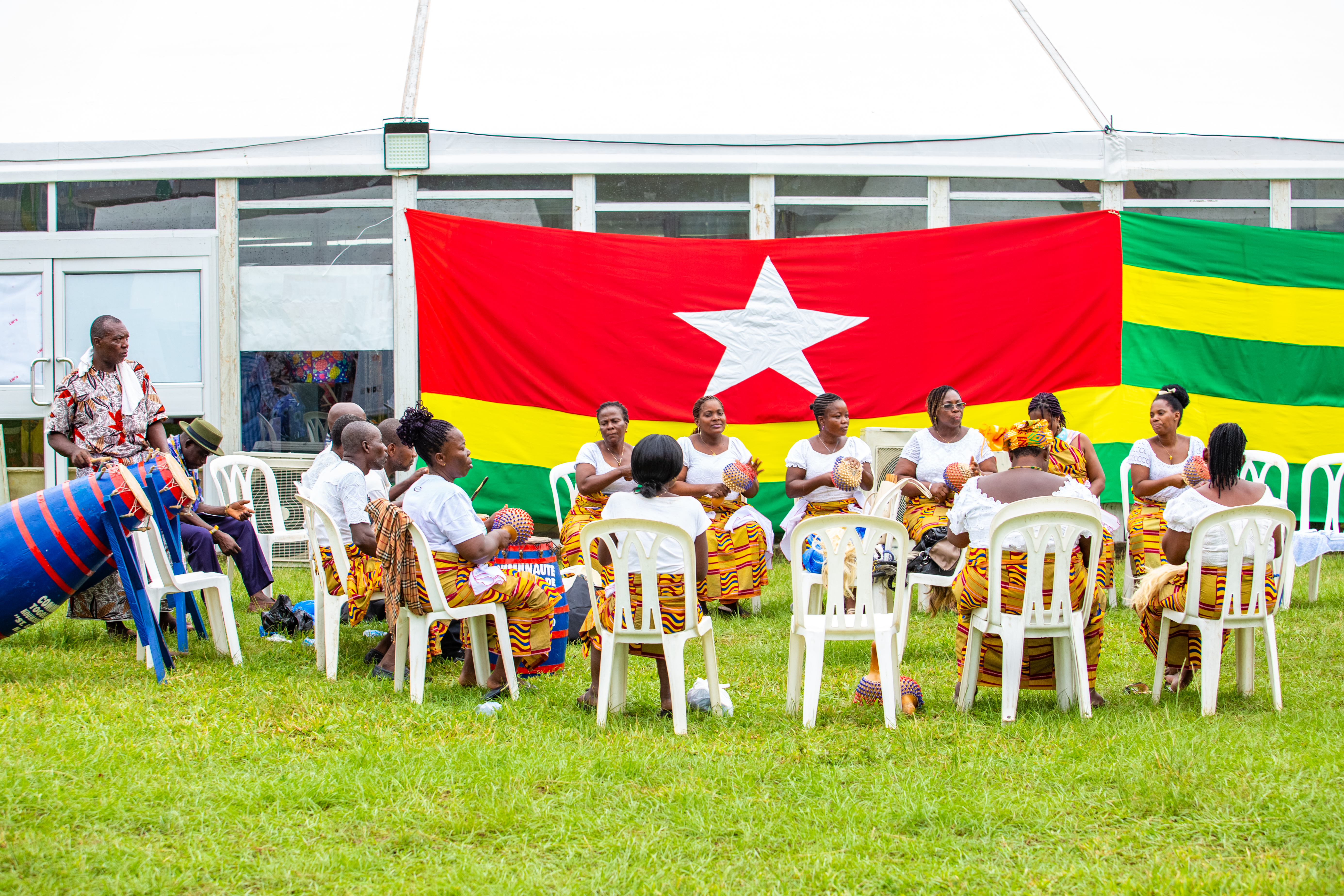
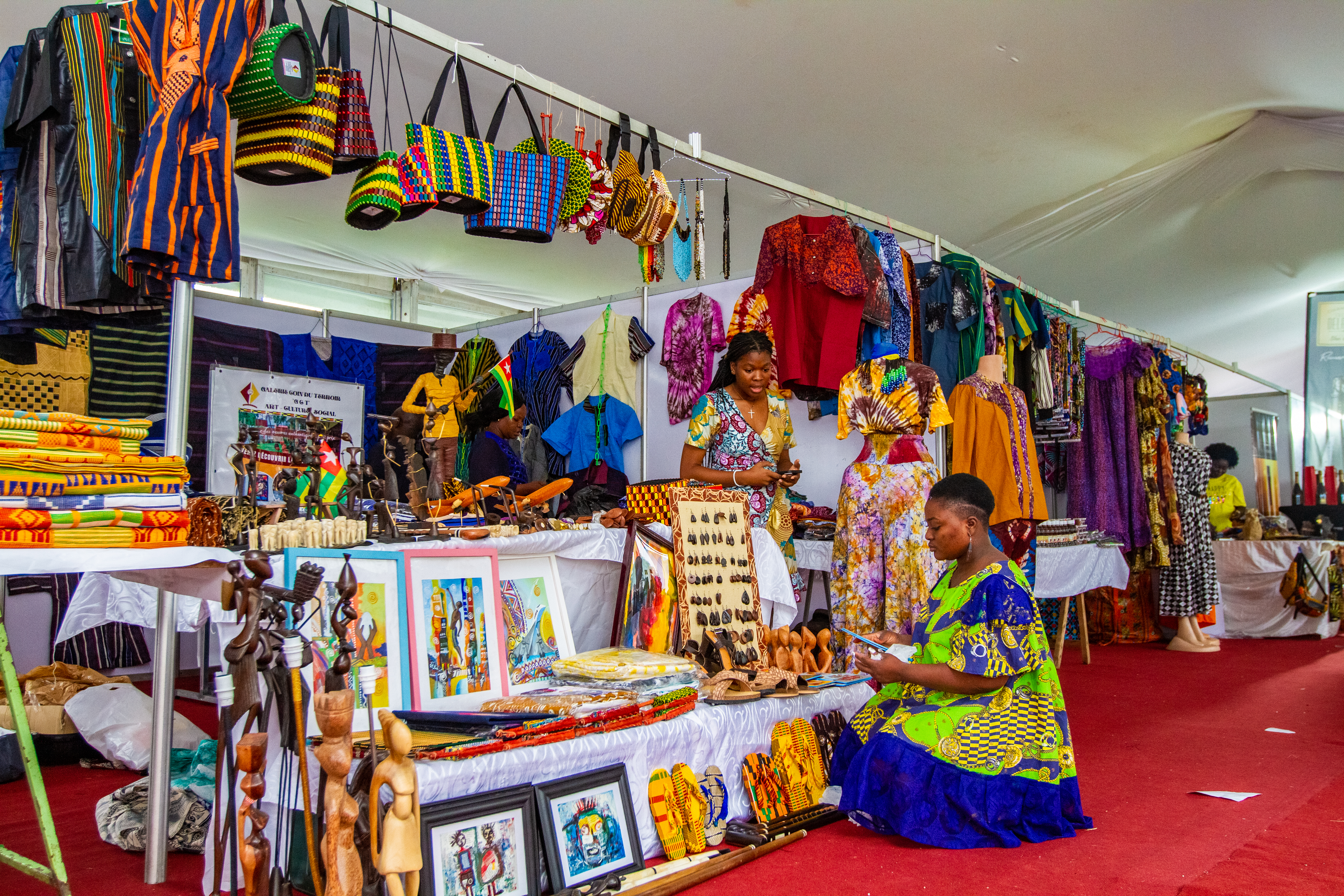
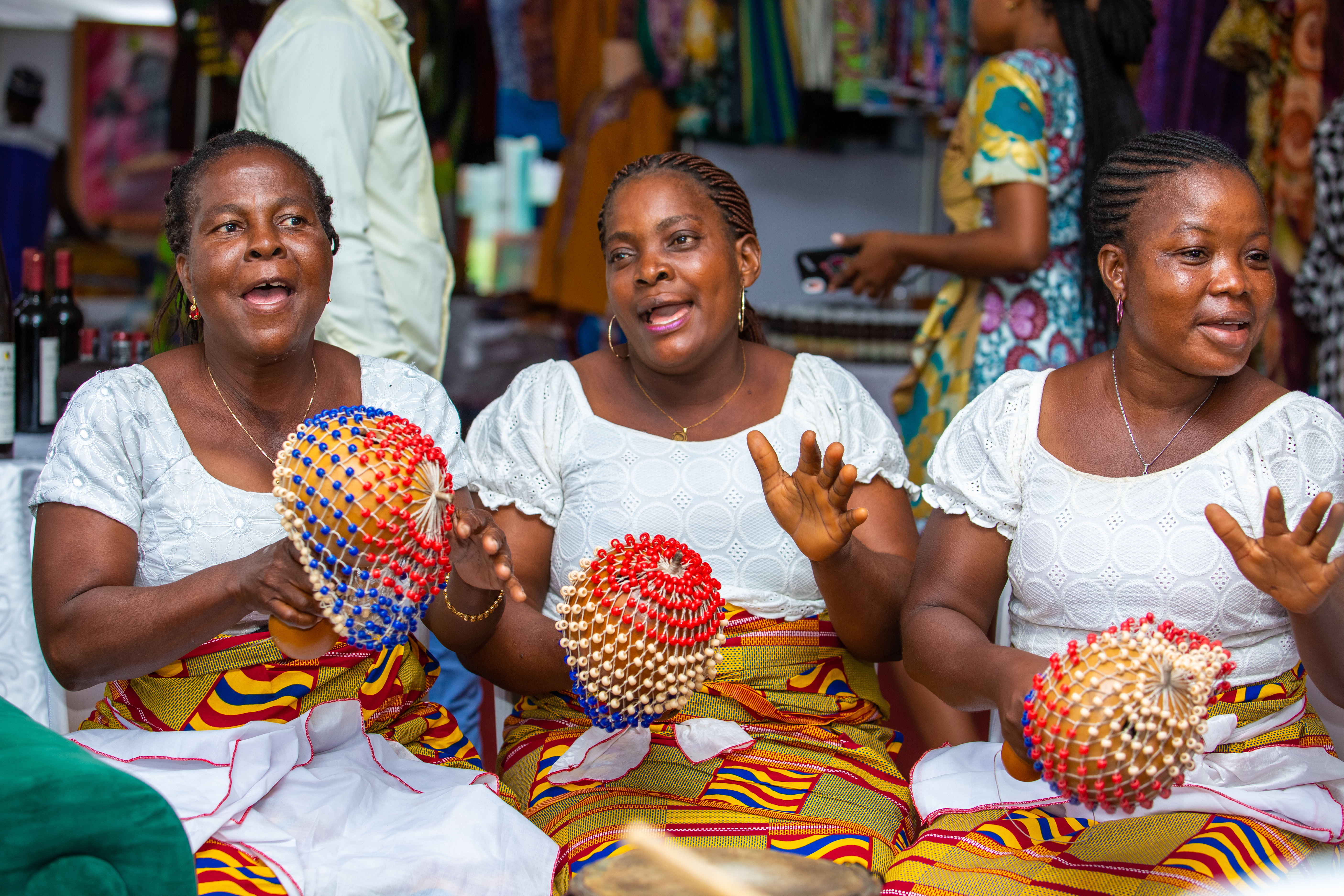
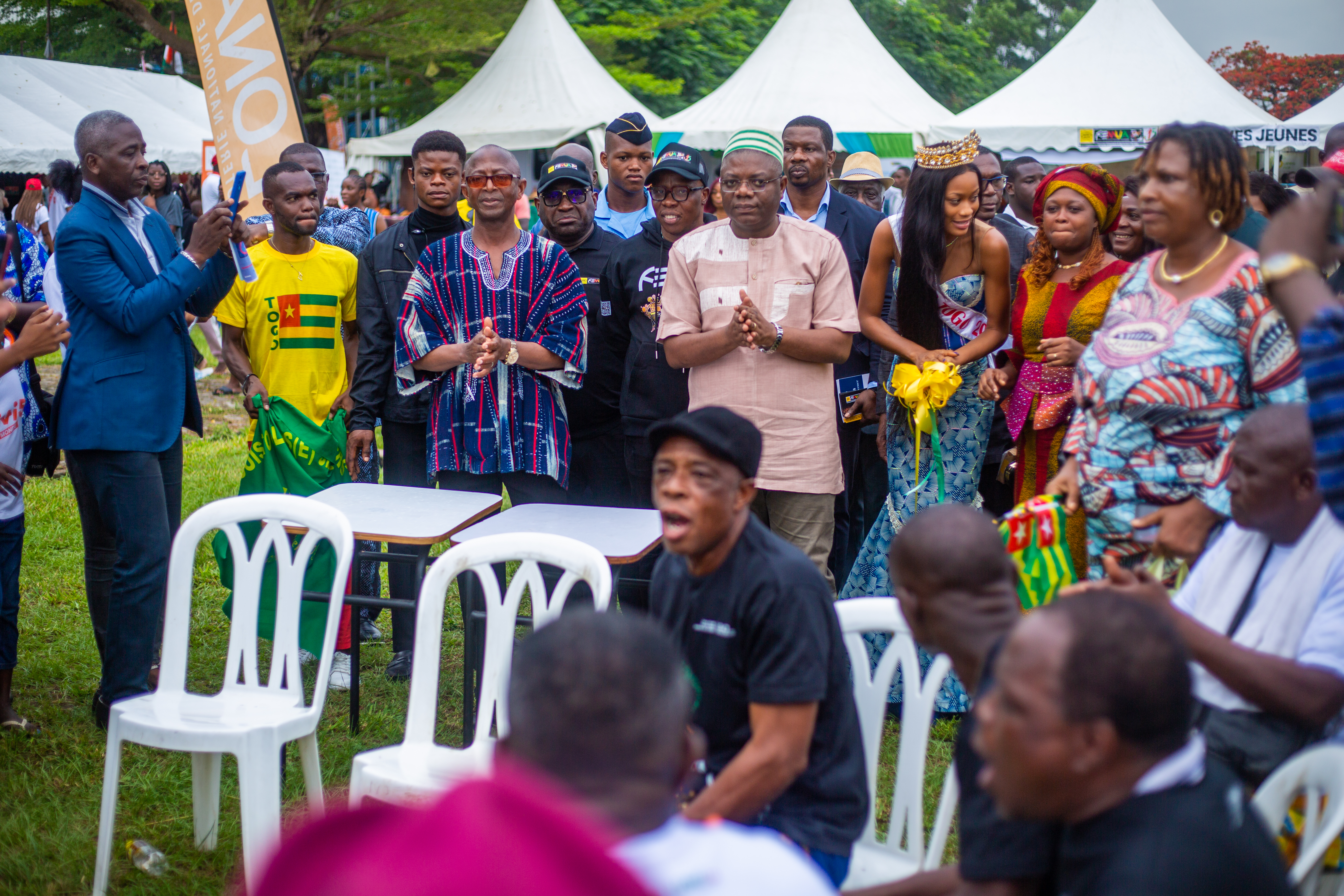

Depuis la 12e édition, une tribune est offerte à un pays invité d’honneur pour la présentation de son patrimoine culturel, artisanal et touristique, afin de développer davantage les échanges commerciaux et la coopération bilatérale entre nos pays, confirmant ainsi que la musique et le sport constituent des facteurs d’intégration et de rapprochement des peuples.
À la suite du Burkina Faso, du Sénégal et de la république démocratique du Congo, en 2023, le Togo est le pays sur lequel le choix du commissariat général du Femua s’est porté.
Ainsi, le Togo participe en tant que pays invité d’honneur à cette 15e édition du Festival des musiques urbaines d’Anoumabo (Femua). Et sa participation est marquée par plusieurs activités, notamment :
- l’aménagement d’un chapiteau d’exposition (culture, gastronomie, etc.) ;
- une journée spéciale consacrée au pays (mercredi 26 avril 2023) ;
- la participation aux panels et ateliers scientifiques ;
- la prestation d’artistes togolais sur les différentes scènes du festival.

Santrinos Raphaël est l'artiste représentant le Togo au Femua 15.
La délégation togolaise est conduite par Kossi Lamadokou, ministre togolais de la Culture et du Tourisme.

## Grande innovation

### Village technologique
Un village technologique MTN est mis en place sur le site de l'INJS Marcory. Cet espace est aménagé pour accueillir les festivaliers, de jour comme de nuit. Il est l'espace branché et connecté du festival, avec entre autres :
- une salle presse équipée et connectée ;
- des espaces de jeu (baby-foot, aire de mini-foot...) ;
- des prises de recharges MTN ;
- un espace d'immersion technologique MTN Labs 5G ;
- une agence commerciale MTN ;
- un hotspot Wi-Fi ;
- une boutique Femua, avec paiement via MTN Mobile Money ;
- des écrans tactiles pour consultation des programmes du Femua 15[16].

### Pass touristique
Cette édition 2023 est aussi l'occasion de procéder au lancement du « Pass touristique Sublime Côte d’Ivoire » mis sur pied par le ministère ivoirien du Tourisme. C'est une carte magnétique doublée d’une application de paiement et de réservation digitalisée, que le ministre du Tourisme estime être une opportunité, une aubaine pour vendre la destination Côte d’Ivoire pendant que le pays s’apprête à accueillir la 34e édition de la Coupe d’Afrique des nations (CAN) de football.
Ce pass offre des réductions pendant plus d’un an dans plusieurs hôtels, restaurants et maquis.

## Les concerts
Pendant le Femua 15, plus d'une trentaine d'artistes venant de divers horizons se produisent sur les différentes scènes installées :
- concerts à l'Institut national de la jeunesse et des sports (INJS), sur deux scènes distinctes (Abidjan) ;
- concerts à l'Institut Français d'Abidjan ;
- concerts à Bouaké, dans le cadre de la décentralisation.

### Programmation artistique

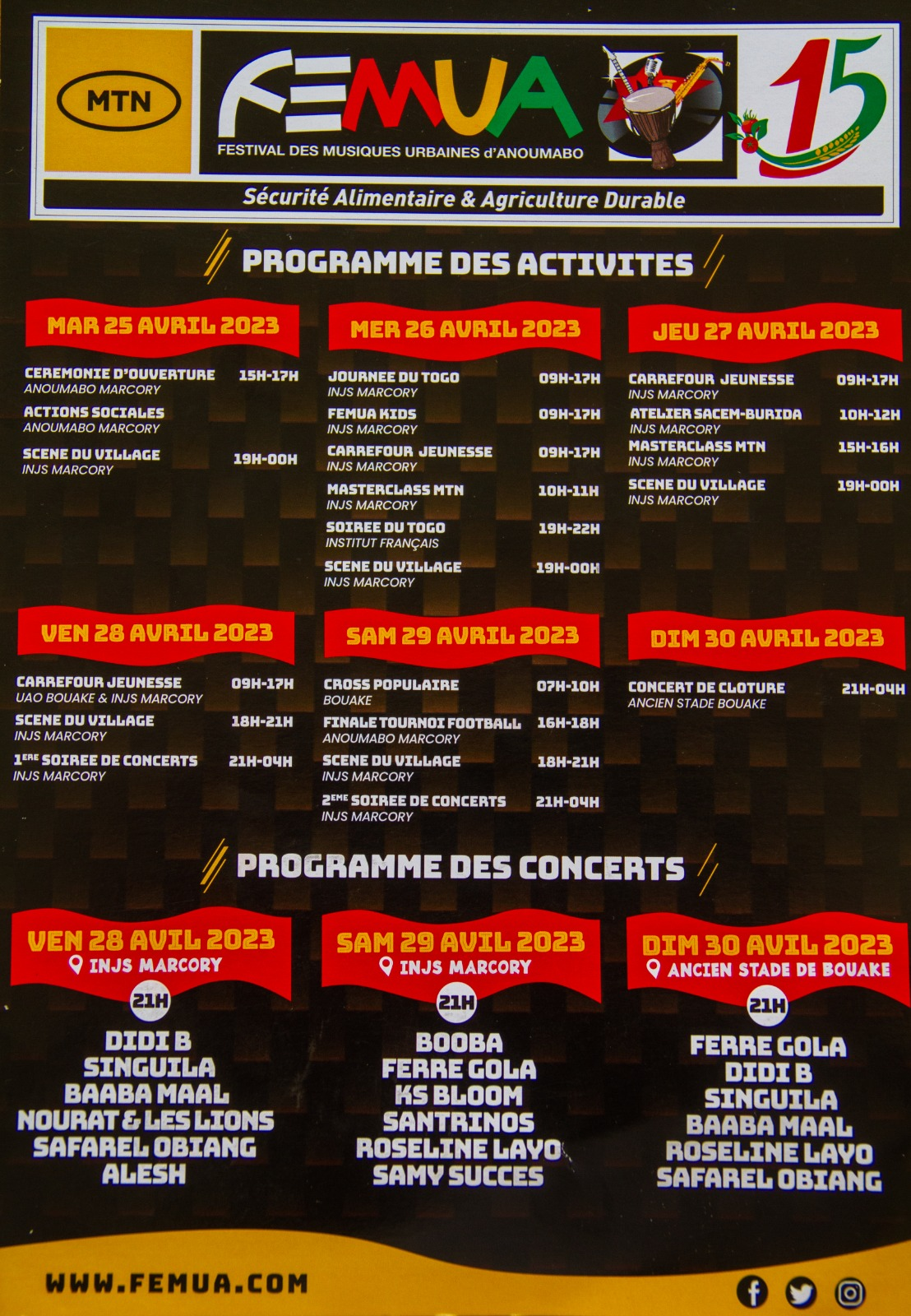

Pour cette 15e édition du Femua, les artistes en tête d'affiche, ainsi que leurs programmations, sont listés dans le tableau ci-dessous:
| Artistes           | Pays de provenance               | Jours de prestation            | Lieux de prestation                                       |
| ------------------ | -------------------------------- | ------------------------------ | --------------------------------------------------------- |
| Booba              | France                           | 29 avril 2023                  | Abidjan (INJS Marcory)                                    |
| Ferre Gola         | République démocratique du Congo | 29 avril 2023 et 30 avril 2023 | Abidjan (INJS Marcory) et Bouaké (ancien stade de Bouaké) |
| Didi B             | Côte d'Ivoire                    | 28 avril 2023 et 30 avril 2023 | Abidjan (INJS Marcory) et Bouaké (ancien stade de Bouaké) |
| Singuila           | France                           | 28 avril 2023 et 30 avril 2023 | Abidjan (INJS Marcory) et Bouaké (ancien stade de Bouaké) |
| Baaba Maal         | Sénégal                          | 28 avril 2023 et 30 avril 2023 | Abidjan (INJS Marcory) et Bouaké (ancien stade de Bouaké) |
| Ks Bloom           | Côte d'Ivoire                    | 29 avril 2023                  | Abidjan (INJS Marcory)                                    |
| Santrinos Raphaël  | Togo                             | 29 avril 2023                  | Abidjan (INJS Marcory)                                    |
| Roseline Layo      | Côte d'Ivoire                    | 29 avril 2023 et 30 avril 2023 | Abidjan (INJS Marcory) et Bouaké (ancien stade de Bouaké) |
| Nourat & Les Lions | Burkina Faso                     | 28 avril 2023                  | Abidjan (INJS Marcory)                                    |
| Safarel Obiang     | Côte d'Ivoire                    | 28 avril 2023 et 30 avril 2023 | Abidjan (INJS Marcory) et Bouaké (ancien stade de Bouaké) |
| Alesh              | République démocratique du Congo | 28 avril 2023                  | Abidjan (INJS Marcory)                                    |
| Samy Succès        | Côte d'Ivoire                    | 29 avril 2023                  | Abidjan (INJS Marcory)                                    |

## Galerie

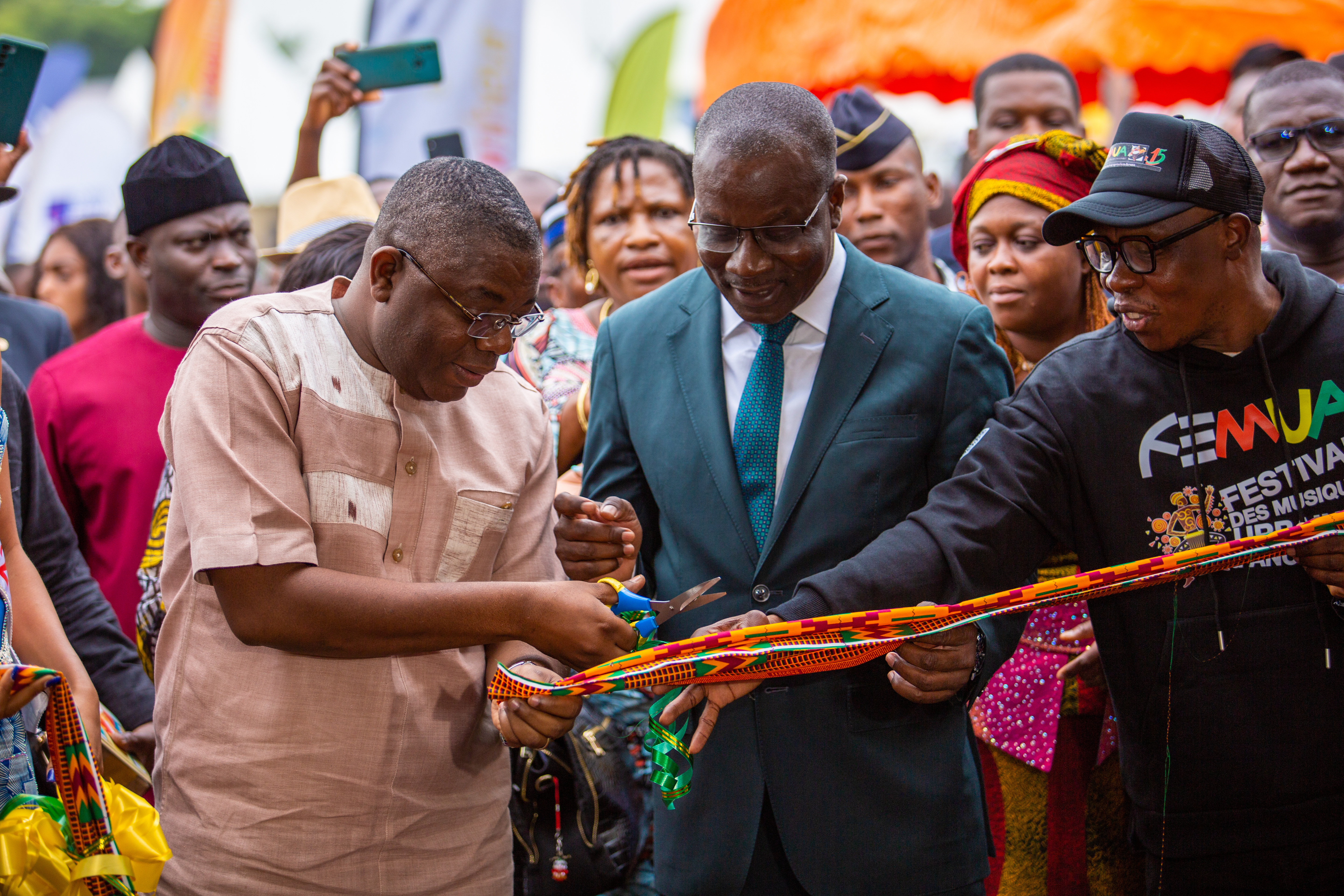
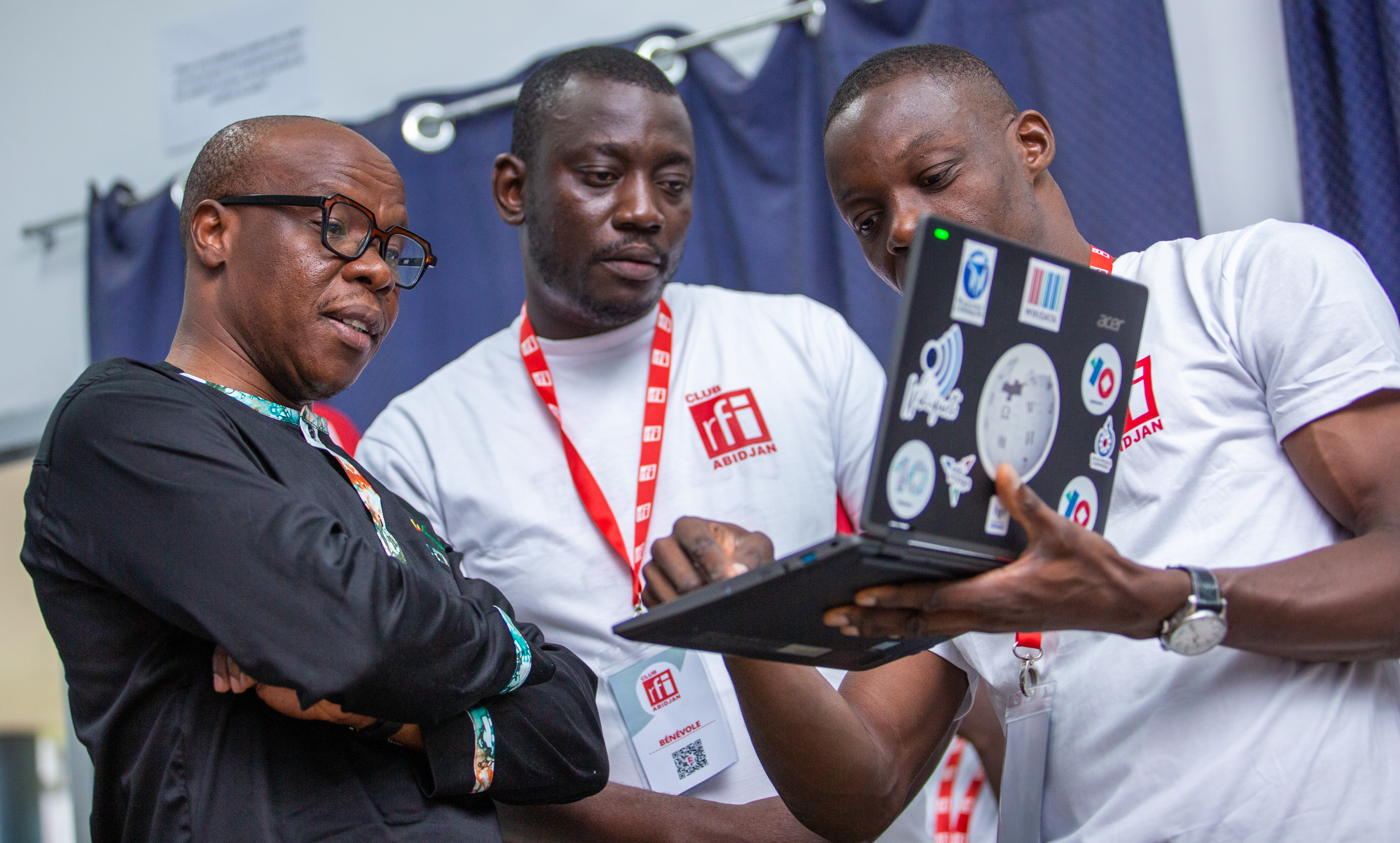
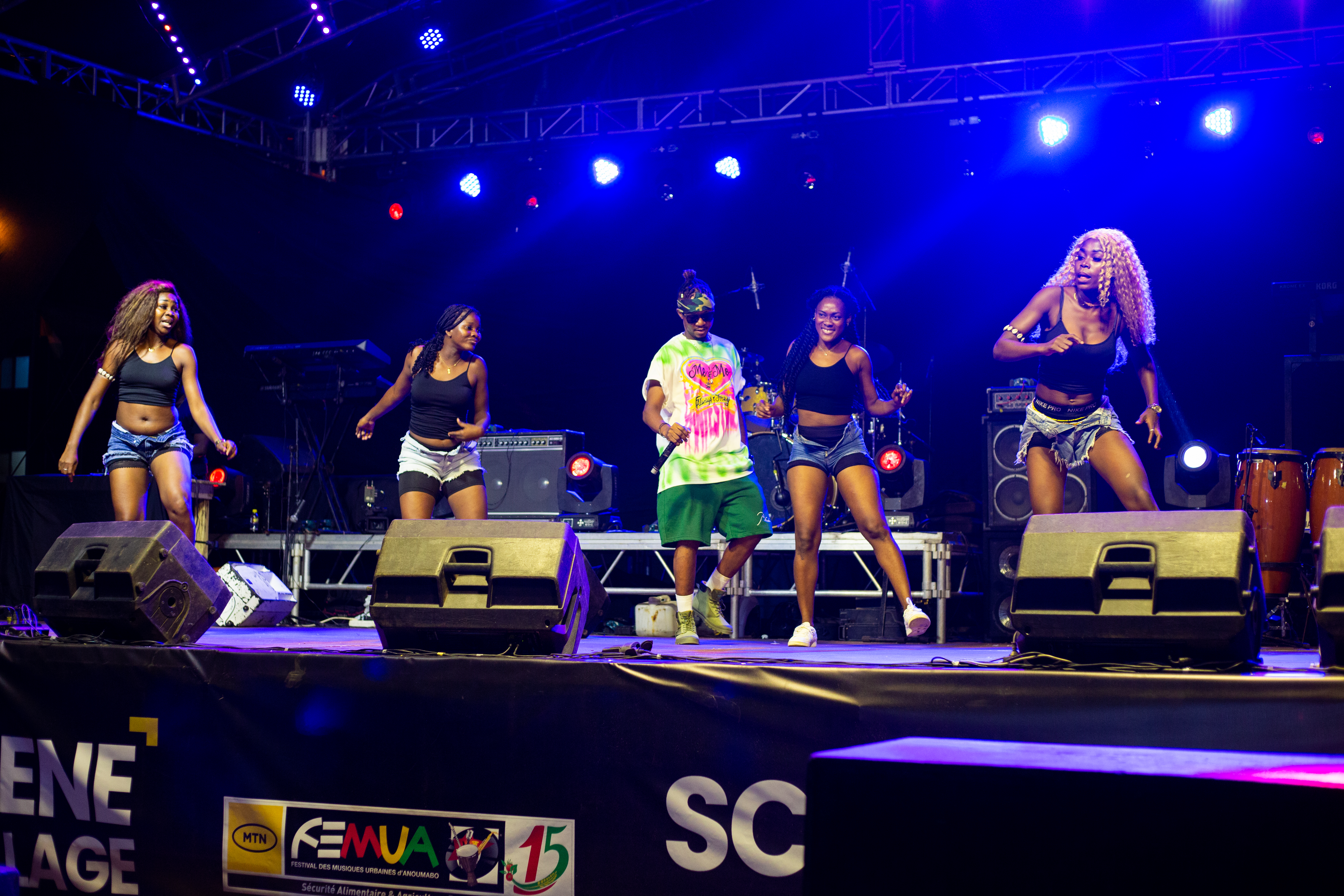
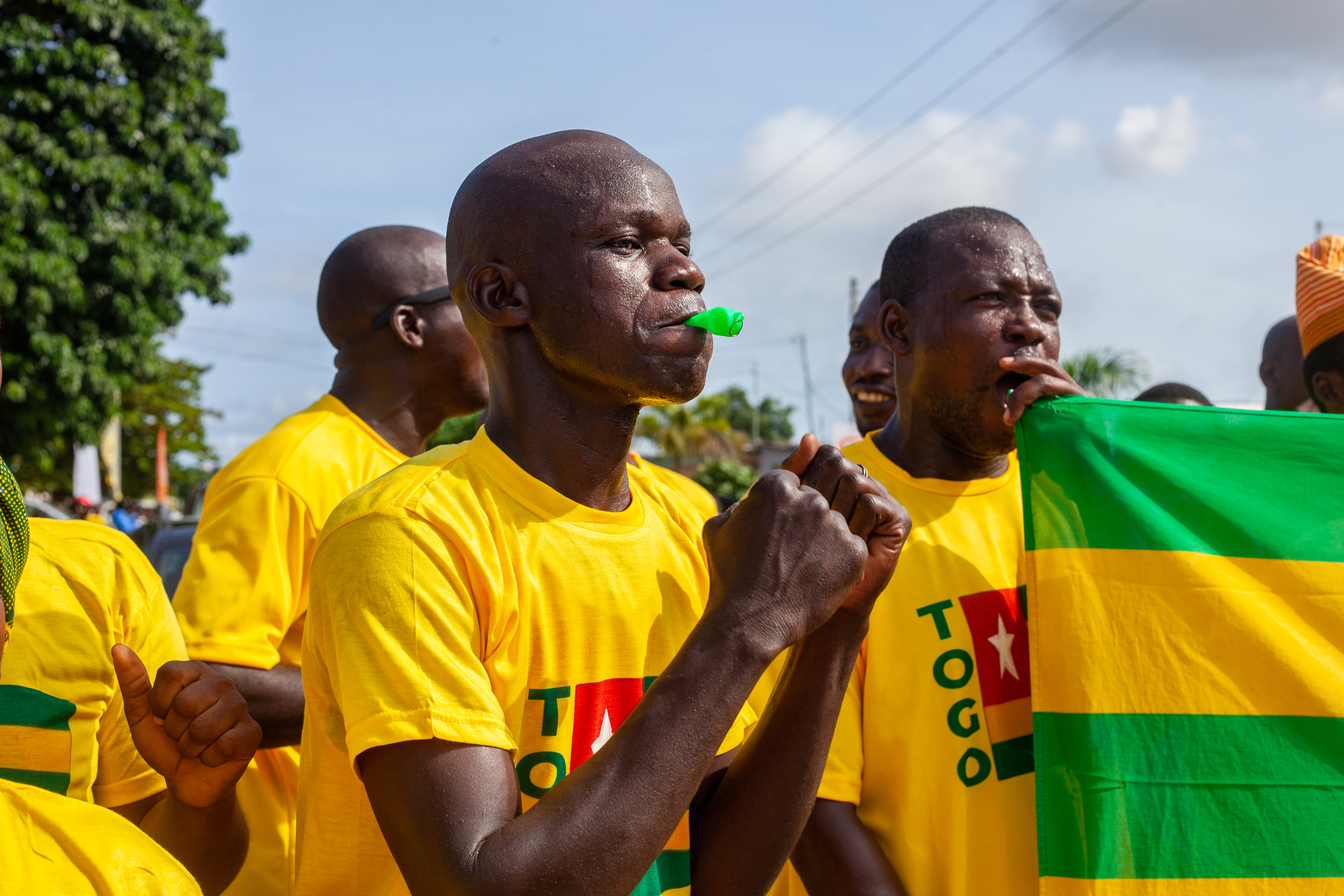
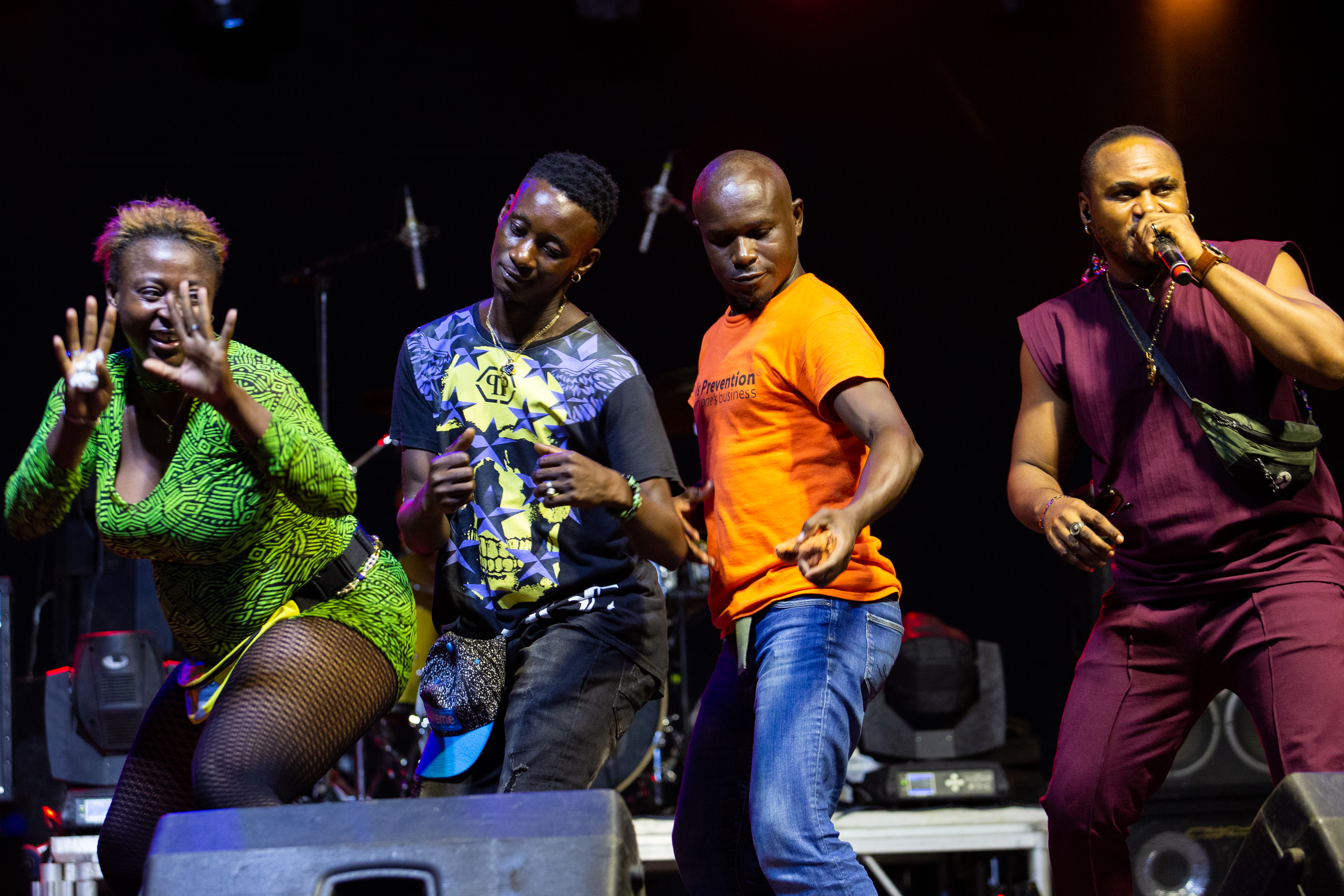
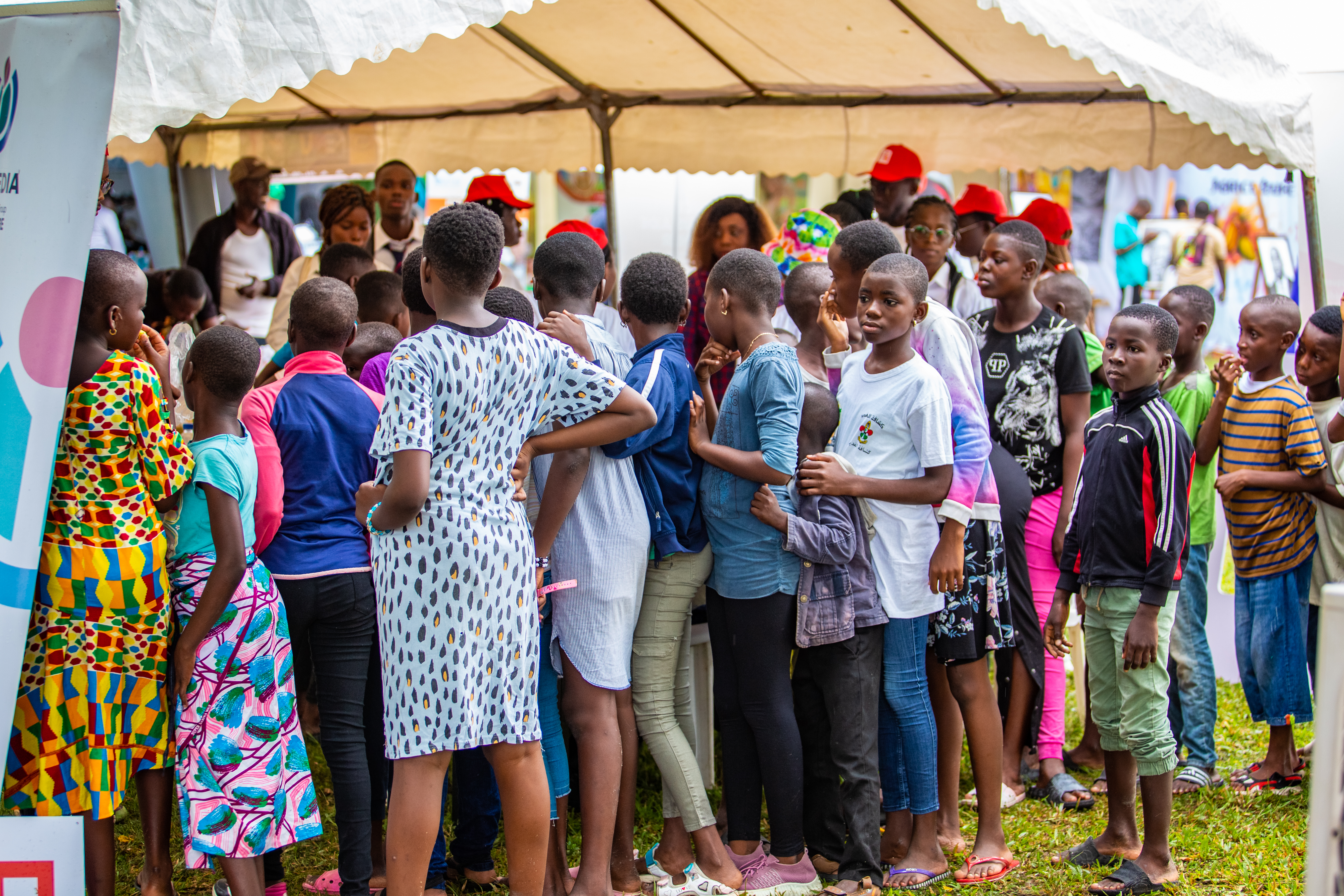
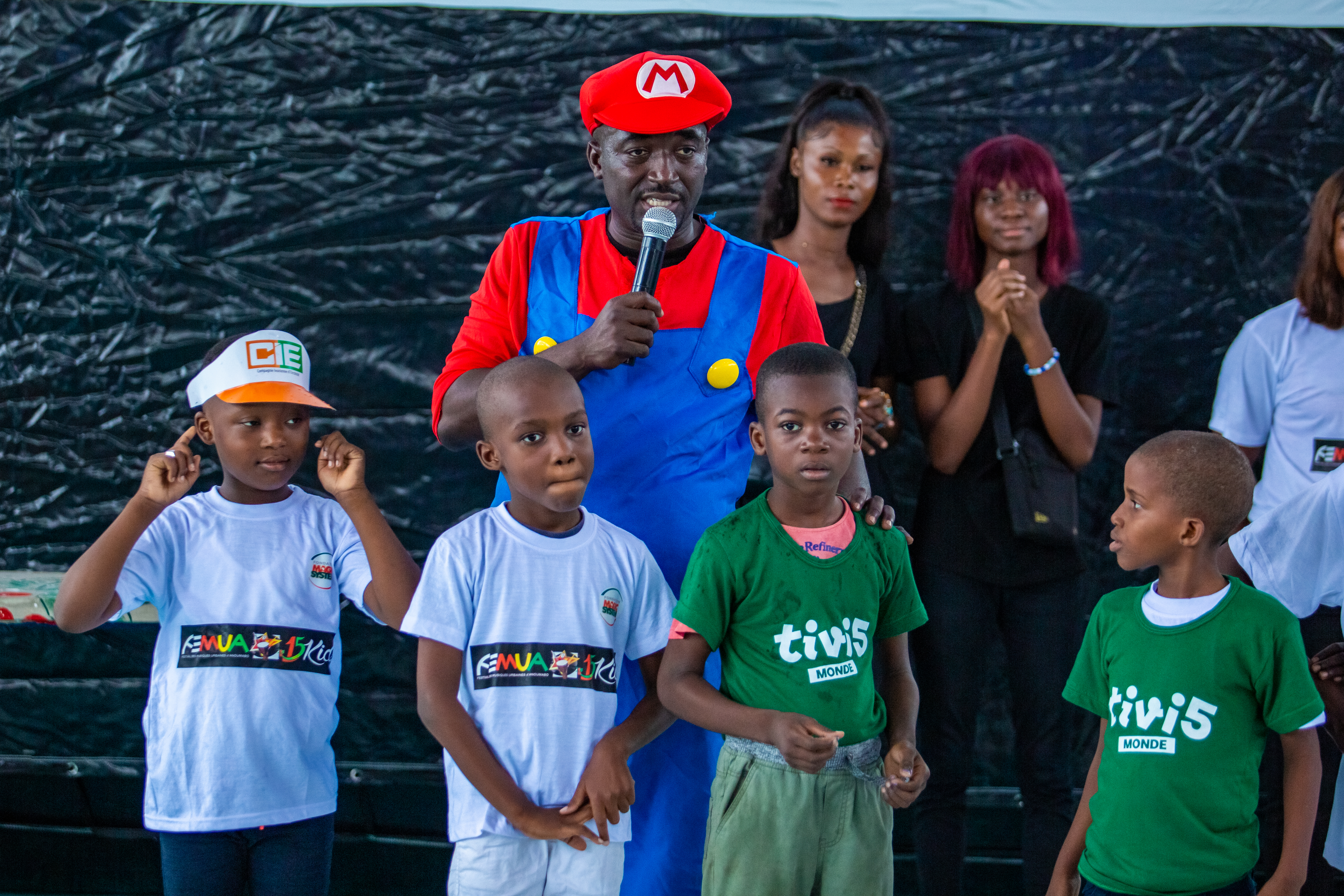
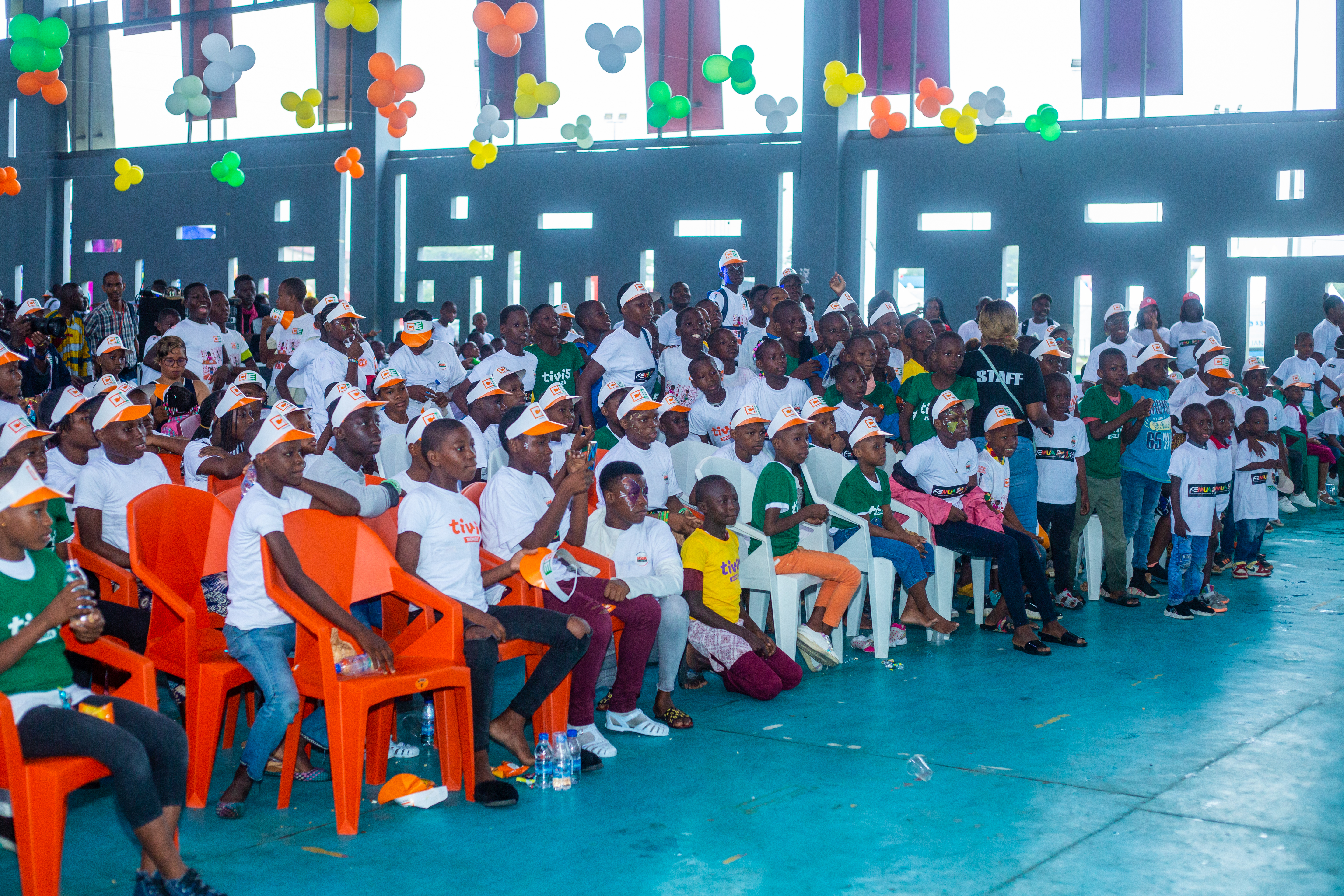
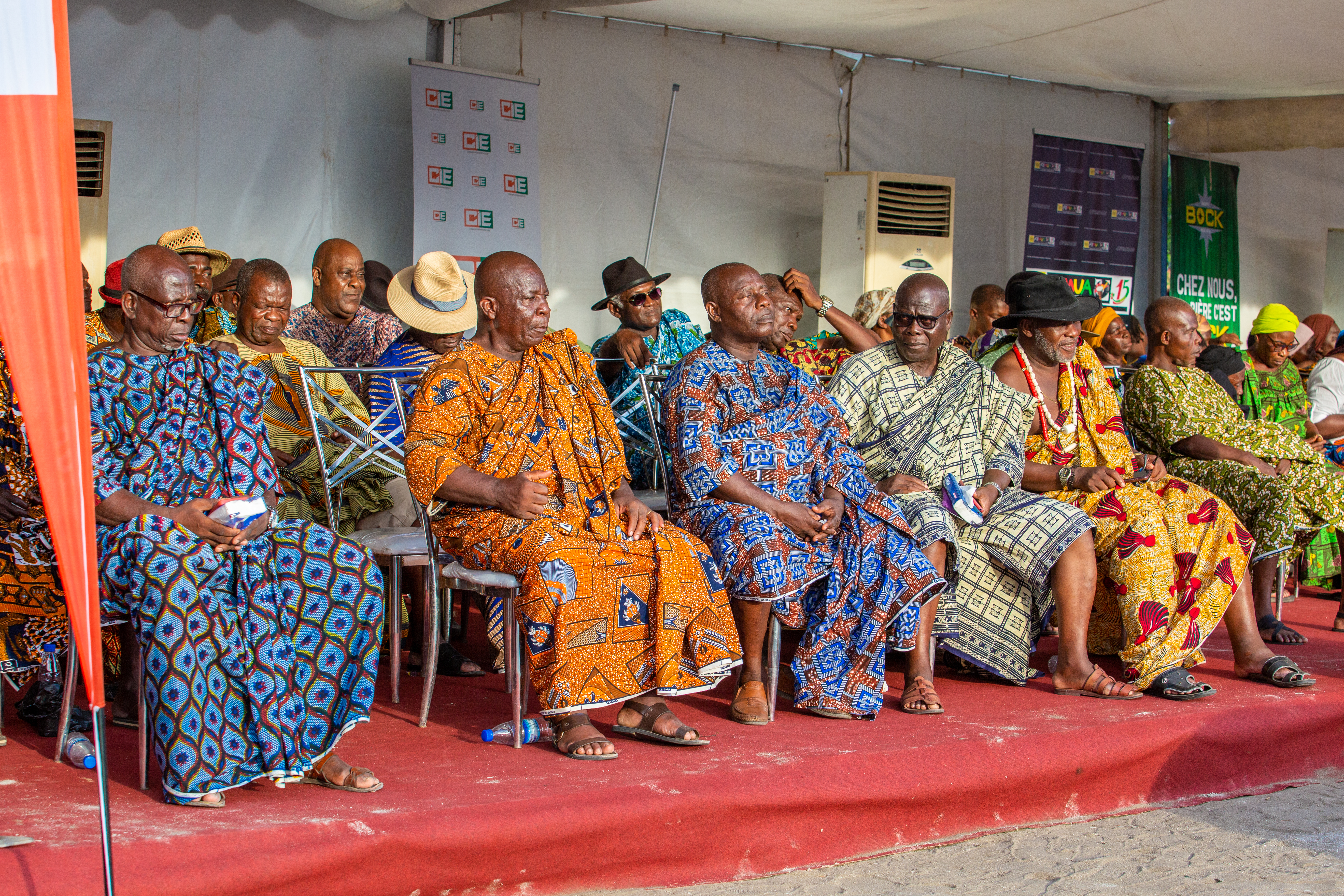
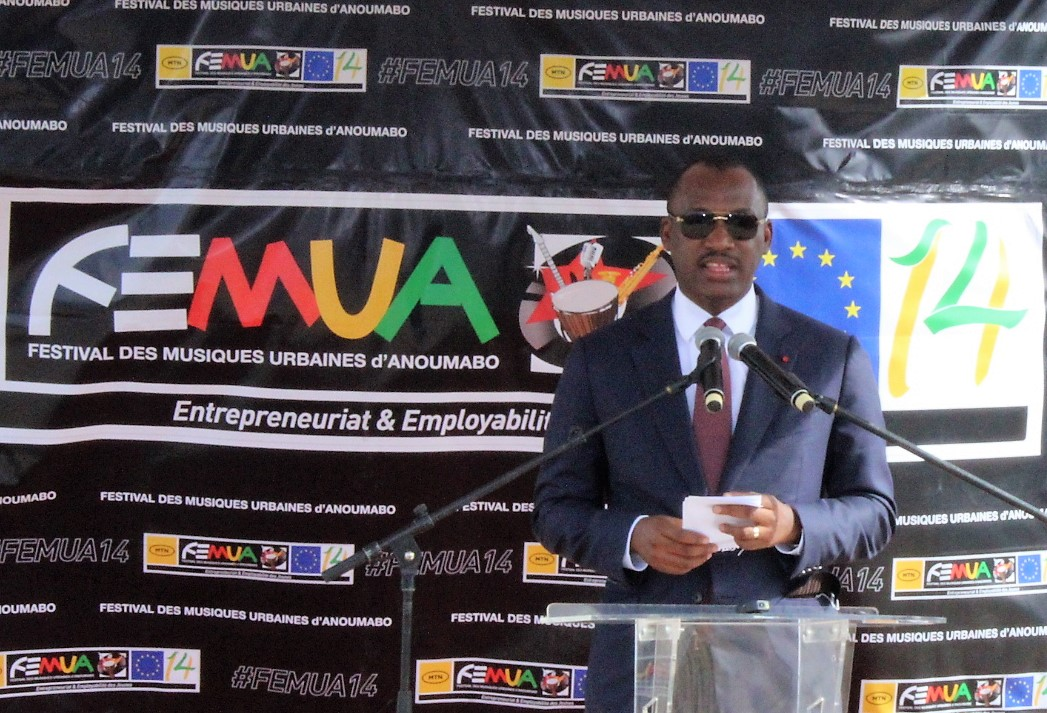
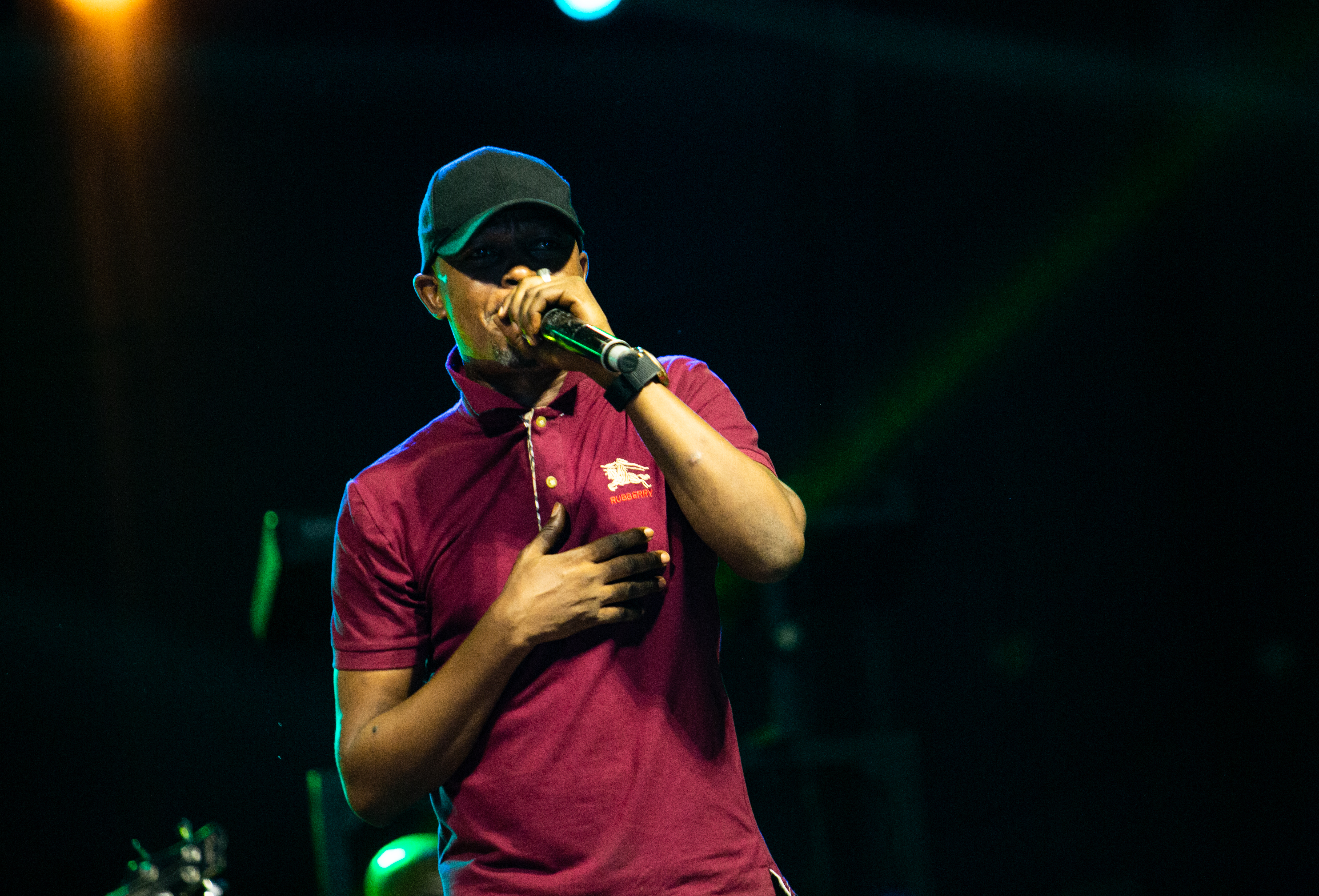
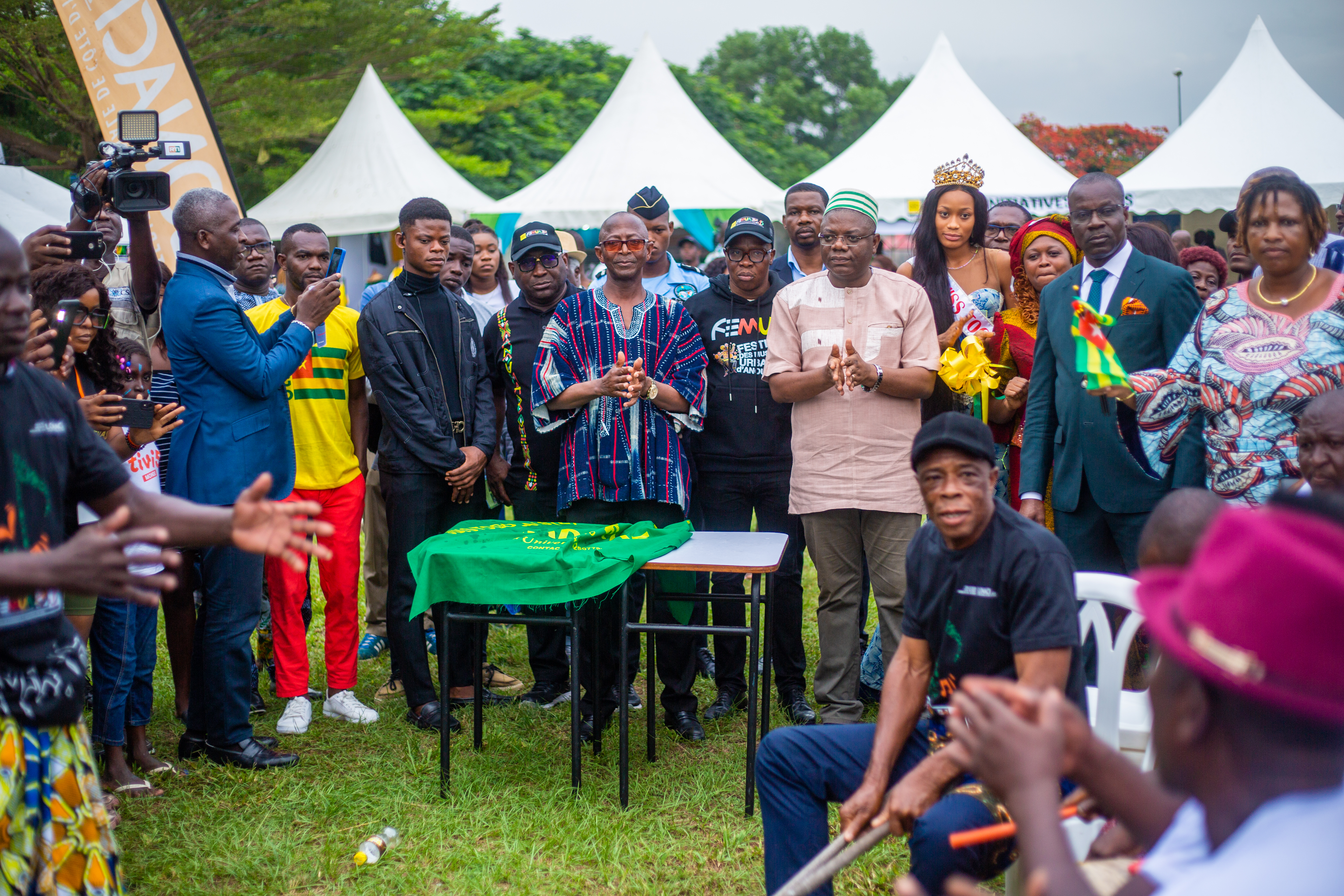

## Voir également